# Agrarmeteorologie
Die Agrarmeteorologie ist ein Teilgebiet der Meteorologie. Sie beschäftigt sich vornehmlich mit dem Einfluss des Wetters und des Klimas auf die Landwirtschaft.
Um in der Landwirtschaft optimale Erträge zu erzielen, ist die Kenntnis des bevorstehenden Wetters oder der regelmäßig zu erwartenden Witterungsbedingungen (Klima) von entscheidender Bedeutung. Ausgehend von diesen Vorhersagen lassen sich zum Beispiel Bewässerungsmaßnahmen, Termine für Aussaat und Ernte sowie Pflanzenschutzmaßnahmen sinnvoll planen. Ebenso sind noch rechtzeitig Schutzmaßnahmen zu ergreifen, falls zum Beispiel stärkerer Nachtfrost oder schwere Hagel- oder Sturmschäden zu erwarten sind.
Darüber hinaus gibt es agrarmeteorologische Messstationen zur Erforschung des Einflusses der Erdatmosphäre auf das Wachstum von Pflanzen oder das Verhalten von Tieren, zum Beispiel von Schädlingen. Der Deutsche Wetterdienst betreibt eine eigene Wettervorhersage Agrarmeteorologie, diese ist im Internet unter der Marke ISABEL für Landwirte abrufbar.